# Воинские категории и знаки различия РККА 1918—1935

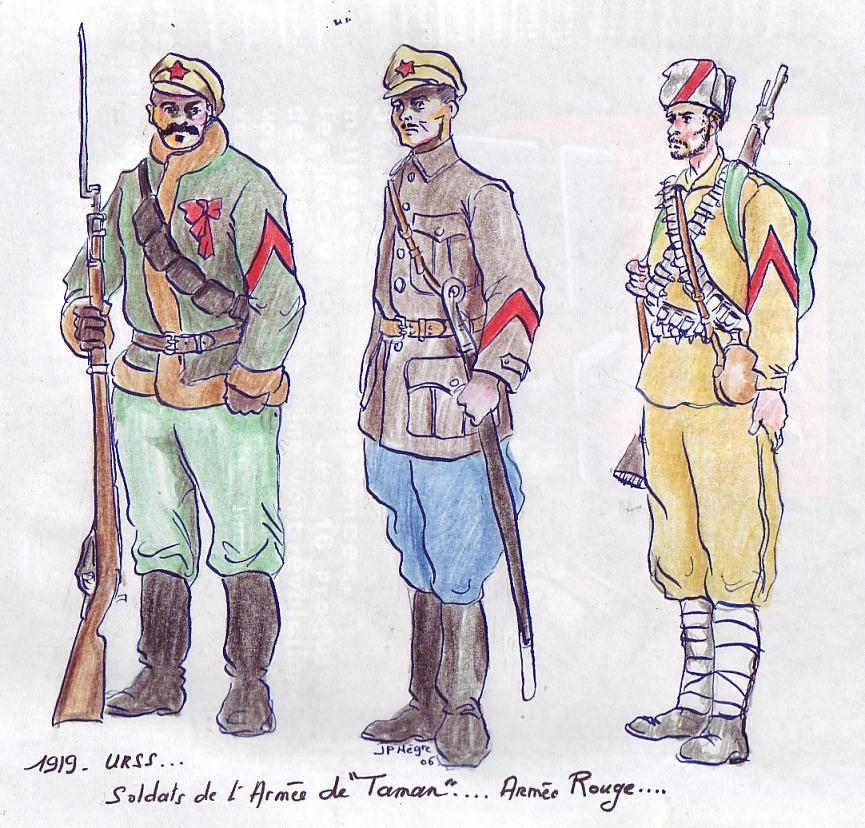
Первые знаки различия военнослужащих Красной гвардии и Красной Армии (в частности, бойцов Таманской армии, 1918 год).

Зна́ки разли́чия военнослу́жащих РККА и РККФ (1918—1935) и служе́бные катего́рии военнослу́жащих (1924—1935) — знаки различия воинских должностей, а также служебных категорий (после 1924 года), установленные для военнослужащих Рабоче-Крестьянской Красной Армии (РККА) и Рабоче-Крестьянского Красного Флота (РККФ), в период 1918—1935 годов.

## Первые знаки различия
В начальный период после Октябрьской революции, расформирования (развала) Русской гвардии, армии, флота и так далее, и отказа от прежней атрибутики, вплоть до полной ликвидации погон, знаки принадлежности солдат к Красной гвардии не были официально регламентированы и отличались большим разнообразием. Это были нагрудные банты, нарукавные шевроны, матерчатые звёзды и ленты красного цвета на головных уборах (как на папахах, так и на фуражках).

## Должностные знаки различия(1918—1924)
15 января 1918 года СНК РСФСР издал декрет о создании Рабоче-Крестьянской Красной Армии (сокр. Красная Армия), а 29 января 1918 года СНК РСФСР принял декрет об организации Рабоче-Крестьянского Красного Флота (РККФ).
Первоначально применялся принцип добровольного комплектования, как РККА, так и РККФ. Положение начало меняться с декретом ВЦИК от 22 апреля 1918 года, который обязывал каждого добровольца служить не менее шести месяцев. 29 мая 1918 года была введена обязательная военная служба, в июле 1918 года законодательно закреплённая постановлением V Всероссийского съезда Советов.
В РККА первоначально было установлена единая категория — красноармеец, однако позднее стали неофициально появляться наименования «краском» — красный командир, «командарм» — командующий армией, «комбриг» — командир бригады, «начдив» — начальник дивизии и так далее. При этом знаки различия официально установлены не были и были подобны знакам различия Красной гвардии.
В Рабоче-Крестьянской Красной Армии граждане Республики (РСФСР) то есть курсанты, успешно окончившие командные курсы, удостаивались воинского звания «взводный командир». Позже в соответствии с Приказом Реввоенсовета РСФСР № 1859-а «О присвоении звания красного командира», от 6 ноября 1919 года, гражданам стали присваивать воинское звание «красный командир», и остальные командиры считались удостоенными данного звания.
В 1920 году список категорий[каких?] был утверждён официально (просуществовали до 1924 года).

### Красная звезда — символ Красной Армии
Первой официальной эмблемой, свидетельствующей о принадлежности военнослужащего к Красной Армии, являлся введённый в апреле 1918 года нагрудный знак в виде венка из лавровой и дубовой веток, внутри которого размещалась красная звезда с плугом и молотом в центре.
Летом того же года на головных уборах появился значок-кокарда в виде покрытой красной эмалью пятиконечной звезды с плугом и молотом в центре, который первоначально носился некоторыми одним лучом вниз и двумя вверх.
В другом источнике указано что в соответствии с приказом Р.В.С.Р., от 28 ноября 1918 года, все военнослужащие в управлениях и учреждениях военного ведомства, находясь при исполнении обязанностей службы, были обязаны носить, на головном уборе, в виде нагрудного знака на кителе и рубахе, на левой стороне груди, или в петлице гражданского платья, по желанию, Революционный военный знак (реввоензнак) — красную звезду, с изображением на ней молота и плуга. Гражданам Республики рабочих и крестьян, не состоящим на обязательной военной службе, ношение красней звезды не разрешалось.

Нагрудный знак в виде красной эмалевой звезды с плугом и молотом в центре.
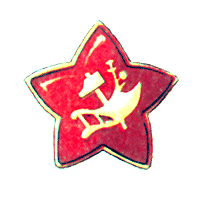
Звезда на головном уборе.
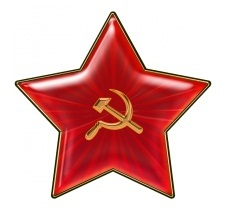
Значок, утверждённый приказом РВСР № 953, от 13.04.1922.
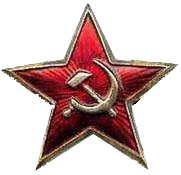
Звезда на головном уборе, утверждённый приказом РВСР № 1691, от 11.07.1922.

### Знаки различия воинских должностей(1919—1922)

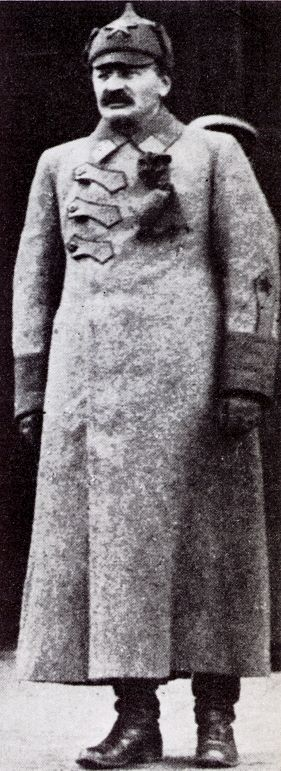
Л. Д. Троцкий — первый председатель Р.В.С.Р.

Стрелковое формирование РККА на марше, 1920 год.

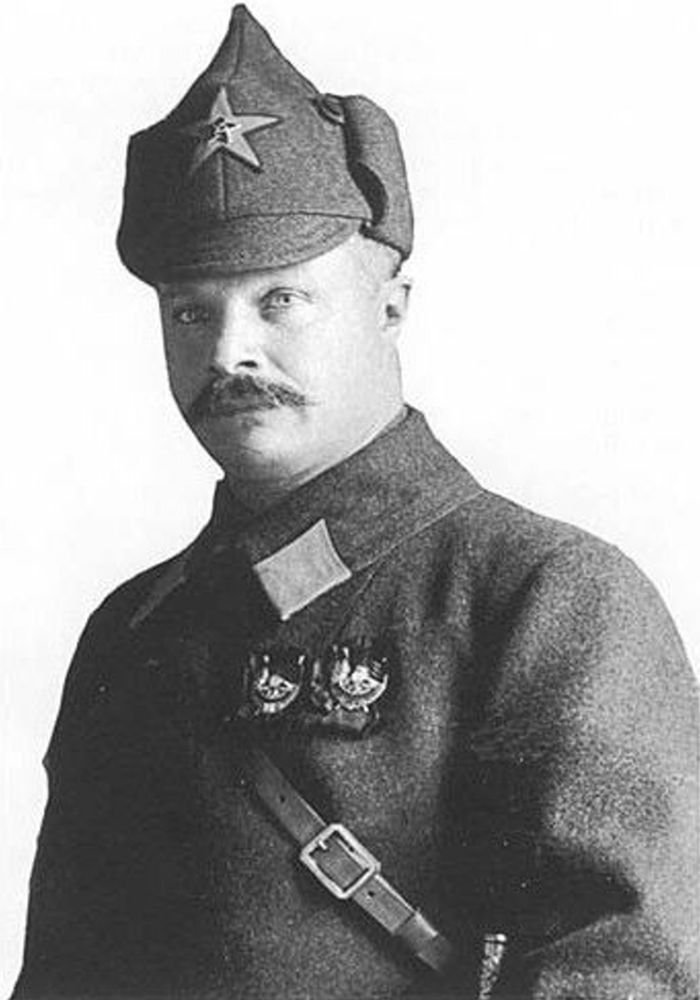
М. В. Фрунзе в зимнем шлеме («будёновке») и шинели.

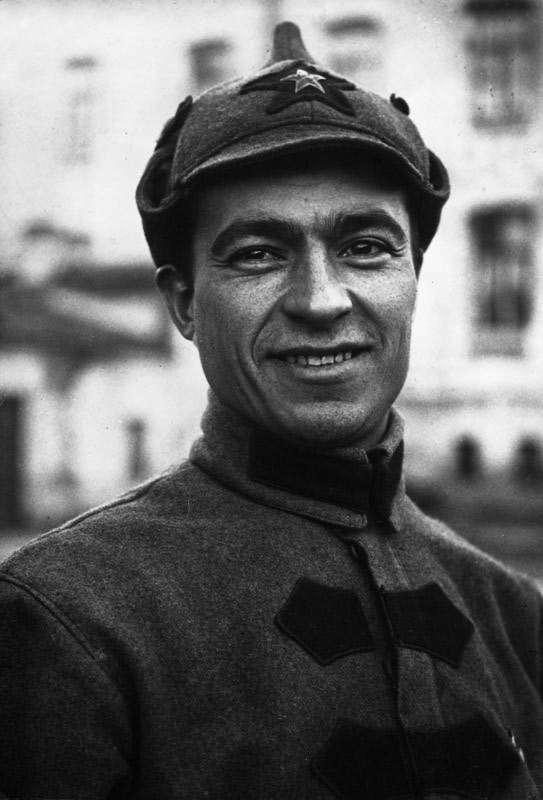
Красноармеец, 1926 год.

25 апреля 1918 года приказом народного комиссара по военным делам была создана временная комиссия для разработки формы красногвардейского обмундирования.
29 ноября 1918 года ВЦИК РСФСР утвердил Уставы внутренней службы, в соответствии с которым были определены и узаконены следующие типовые должности военнослужащих (в порядке возрастания, в скобках указан сокращённый вариант наименования):
- Красноармеец;
- Командир отделения (комот);
- Помощник командира взвода (помкомвзвода);
- Старшина роты / сотни, батареи, команды, эскадрона (старшина);
- Командир взвода (комвзвода);
- Помощник командира роты / помощник командира эскадрона (помкомроты / помкомэск);
- Командир роты / командир эскадрона (комроты / комэск);
- Помощник командира батальона (помкомбат);
- Командир батальона (комбат);
- Командир полка (комполка);
- Командир бригады (комбриг);
- Начальник дивизии (начдив);
- Командир корпуса (комкор);
- Командующий армией (командарм);
- Командующий фронтом (комфронта).

Должности военнослужащих РККФ (1918—1920 гг.)
Флагманы:
- Начальник дивизии;
- Начальник бригады;
- Начальник дивизиона судов 2 ранга;
- Начальник дивизиона судов 3 ранга;
- Начальник дивизиона судов 4 ранга;
- Начальник дивизиона воздушных судов;
- Начальник прибрежной обороны;
- Начальник позиции;
- Начальник гидрографической экспедиции;
- Начальник охраны водных районов;
- Начальник службы связи.

Судовые должности:
- Командир корабля;
- Штурман;
- Помощник командира корабля;
- Ревизор.

Специалисты:
- Штурман;
- Артиллерист;
- Минер;
- Электротехник;
- Водолаз;
- Механик;
- Доктор.

Помощники специалистов;
- Плутонговые командиры и др.

Береговые должности:
- Командир Экипажа;
- Командир роты.

Должности военнослужащих РККФ (1920—1921 гг.)
- Старший флагман флота;
- Младший флагман флота;
- Командир корабля типа «Дредноут»;
- Командир судна 1 ранга;
- Командир эскадренного миноносца типа «Новик»;
- Командир судна 2 ранга;
- Командир судна 3 ранга;
- Командир судна 4 ранга;
- Башенный командир;
- Плутонговый командир;
- Старший боцман;
- Младший боцман;
- Старший комендор;
- Комендор;
- Старший матрос;
- Матрос.

В 1921 году личный состав РККФ разделили на плавсостав и береговой состав. Плавсостав состоял из «Моряков военного флота (военморов)». В военморы входили лица, получившие специальное военно-морское образование, получившие техническое образование соответствующие требованиям судовой службы, призванные и добровольно поступившие на службу в военный флот. А также из «Моряков плавучих средств флота». В эту категорию входили лица, состоявшие на службе на портовых плавучих средствах, транспортах, ледоколах, и др. вспомогательных судах, и получившие образование или практическую подготовку согласно правилам для торгового флота. Береговой состав РККФ состоял из военморов берегового состава и военно-морских служащих. Военморами берегового состава являлись лица, получившие строевую подготовку и состоявшие на службе в береговых частях, экипажах, отдельных ротах, морских батареях и т. д.. В военно-морские служащие входили все остальные лица берегового состава.
В том же 1921 году последовала следующая реорганизация флота. Устанавливалось подразделение личного состава флота на военных моряков, портовых моряков и военнослужащих флота. Военными моряками являлись лица, состоявшие во флотских экипажах, в командах военных судов и береговых частях флота, и подразделялись на командный состав и некомандный состав. В командный состав входили командиры и комиссары флота, младший командный состав, старшины и старые матросы. Портовые моряки состояли из экипажей плавучих средств военных портов или занимающих береговые должности на базах флота. Военнослужащими флота являлись лица, занимающие должности конторского и канцелярского характера в штабах и центральных тыловых учреждениях флота.
Знаки различия военморов РККФ нашивались на левом рукаве пальто, тужурки, кителя, суконной (форменной) рубахи в виде горизонтальных полос красного цвета с окантовкой золотистого цвета. Различие между уровнем воинской должности командного состава определялось количеством нашивок и их шириной. Над нашивками нашивалась пятиконечная красная звезда, окаймлённая золотистым кантом. Нарукавные знаки различия командного состава флота строевых частей, не имеющих военно-морского образования, начиная от отделённого командира и выше, устанавливались те, что и в Красной армии — треугольники, квадраты и ромбы, но без клапана. Политсостав вместо должностных знаков носил одну звезду 80 мм в диаметре.
Должности военнослужащих РККФ (1921—1923 гг.)
- Ученик матрос;
- Матрос (горнист);
- Марсовый (командир отделения, командир пулемёта экипажа, полуэкипажа и отдельных флотских рот);
- Комендор и др. специальности;
- Старшины всех специальностей;
- Боцманы и главные старшины (командир взвода экипажей и полуэкипажей);
- Главные боцманы (командир взвода военно-морских учебных заведений (ВМУЗ), помощник командира роты флотских экипажей);
- Помощник вахтенного начальника (командир роты флотских экипажей, лекарский помощник);
- Вахтенный начальник (командир роты ВМУЗ);
- Командир судна 4 ранга (помощник командира флотского полуэкипажа);
- Командир судна 3 ранга (помощник командира флотского экипажа);
- Командир судна 2 ранга;
- Командир эскадренного миноносца типа «Новик»;
- Командир судна 1 ранга;
- Командир корабля типа «Дредноут»;
- Младший флагман флота (начальник дивизии судов 2 и 3 ранга, начальник ВМУЗ);
- Начальник управления по безопасности кораблевождения (УБЕКО).

18 декабря 1918 года Революционный военный совет Республики (РВСР) на основе рекомендаций комиссии по разработке формы красногвардейского обмундирования утвердил тип головного убора для Красной Армии и различительные знаки должностного положения военнослужащих. Единая форма одежды и знаки различия должностного положения получили официальное утверждение 16 января 1919 года приказом РВСР № 116 (см. рис.).
Знаки различия должностного положения состояли из пятиконечной звезды, треугольников, квадратов и ромбов алого сукна, нашиваемых на левый рукав рубахи и шинели над обшлагом.
Пятиконечная звезда, под которой горизонтально располагались треугольники, квадраты или ромбы, была внешним диаметром: 14,5 см — для должностей равных начиная от командира бригады до командующего фронтом включительно, и 11 см — для всех остальных нижестоящих должностей. На звёздах чёрной краской наносились скрещённые серп и молот, а также окантовка того же цвета: одной полосой при нарукавных знаках различия в виде треугольников и квадратов, двумя полосами — при ромбах. Знаки различия также имели чёрную обводку одной полосой (независимо от уровня должности), и следующие размеры:
- сторона треугольника — 4 см;
- сторона квадрата — 3 см;
- малая диагональ ромба — 3 см, большая — 3,5 см.

8 апреля 1919 года приказом РВСР № 628 были утверждены первые образцы обмундирования:
- головной убор в виде шлема (т. н. «будёновки»);
- пехотная и кавалерийская шинели с тремя нашивками-хлястиками на груди из цветного сукна по роду войск;
- летняя рубаха с тремя полосками сукна на груди цветом по роду войск;
- кожаные лапти.

### Знаки различия воинских должностей(1922—1924)
Новая форма одежды с единым покроем шинели, гимнастёрки, шлема («будёновки»), новыми знаками различия вводилась 31 января 1922 года приказом РВСР № 322.
С января 1922 года медные знаки различия военнослужащих стали размещаться на специальном клапане из сукна цветом по роду войск (службы), обрамлённого, кроме нижнего края, алым кантом (независимо от рода войск). Клапан нашивался вертикально на левом рукаве, начиная от обшлага шинели и гимнастёрки. В верхней части клапана размещалась пятиконечная звезда из сукна алого цвета, ниже её нашивались знаки должностного положения (треугольники, квадраты или ромбы), которые у командного состава были красного цвета, у административно-хозяйственного — синего. Начальствующему составу генерального штаба знаки различия полагались из белого металла или шитья (см. рис.).
Размеры знаков различия:
- сторона треугольника — 2,5 см;
- сторона квадрата — 2 см;
- ромб высотой ~1,7 см и длиной стороны ~1,8 см (малая диагональ — 2 см, большая — 3 см).

Кроме того, для всех родов войск, управлений и учреждений военного ведомства, были введены эмблем рода войск (службы) на петлицы гимнастёрок и шинелей (всего 40 эмблем), а также изменено изображение на знаке-кокарде на головные уборы: вместо плуга и молота стали изображаться скрещённые серп и молот.
На петлицах вводится большое разнообразие шифровок для воинских частей, войсковых соединений и объединений, органов военного управления, военно-учебных заведений, и т. д. Для шифровок устанавливаются различные комбинации металлических штампованных римских цифр — для обозначения номеров войсковых соединений уровня дивизий и отдельных бригад, арабских цифр — для обозначения номеров неотдельных бригад, воинских частей и подразделений, а также русскоязычных литер. Также имели место чисто литерные комбинации, без цифр — для обозначения различных управлений и учреждений (см. фото).
Для главнокомандующего были введены знаки различия в виде более крупной звезды с золотой окантовкой и золотого треугольника на клапане.
В 1922 году для комсостава береговых частей РККФ из числа лиц, не имеющих военно-морского образования, а также для лиц административно-хозяйственной службы на судах флота, устанавливаются аналогичные знаки различия, что и для командного состава (комсостава) флота, но с заменой золотой окантовки на звезде и цветной полосе, на серебряную. Командирам взводов и полурот присваиваются знаки различия как для главных старшин — две узкие полосы с серебряной окантовкой. Командирам судов 3 ранга устанавливаются знаки различия, состоящие из двух полос средней ширины и одной узкой. Начальникам Морских сил морей, начальнику Морского штаба Республики, и начальнику техническо-хозяйственного управления устанавливаются знаки различия — одна широкая полоса и три средних, как ранее были установлены для помощника по морским делам Главнокомандующего по всем Вооруженным силам, командующего Морскими силами Республики. Помощнику по морским делам Главнокомандующего по всем Вооруженным силам, командующего Морскими силами Республики — одна широкая полоса, 4-е средних. В этом же году установили подразделение личного состава флота на командный состав — комсостав от старшин и выше, проходящих службу на кораблях и в береговых частях РККФ. Медицинский состав. Политпросветсостав и Административный состав.
Должности военнослужащих РККФ (1923—1924 гг.)
- Молодой матрос;
- Матрос;
- Матрос-горнист;
- Специалисты;
- Электрик-сперрист;
- Старшины;
- Боцман;
- Главный старшина;
- Главный старшина — специалист;
- Помощник вахтенного начальника;
- Вахтенный начальник;
- Командир судна 4 ранга;
- Командир судна 3 ранга;
- Командир судна 2 ранга;
- Командир эскадренного миноносца типа «Новик»;
- Командир судна 1 ранга;
- Командир корабля типа «Дредноут»;
- Младший флагман флота;
- Старший флагман флота;
- Начальник Морских сил.

## Служебные категории и знаки различия(1924—1935)

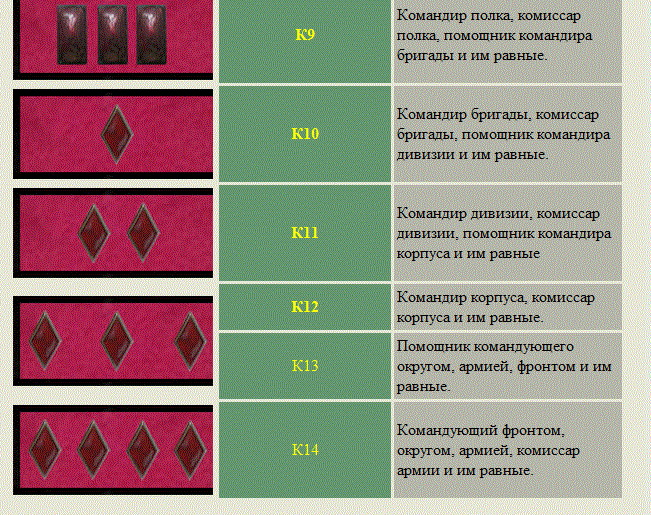
… от К-9 до К-14 (1924—1935).

20 июня 1924 года приказом РВС СССР № 807 для начальствующего состава РККА вводятся служебные категории (всего 14 категорий: сокр. К-1, К-2… К-14), которые в соответствии с их служебным положением разделяются на группы: младший, средний, старший и высший начальствующие составы. Деление начальствующего состава на группы и служебные категории устанавливалось по основным типовым командно-строевым должностям, к которым приравнивались все остальные воинские должности РККА.
Отменяются нагрудные клапаны, знаки различия должностного положения с нарукавных клапанов переносятся на петлицы гимнастёрок и шинелей. На петлицах отменяются шифровки воинских формирований, органов управления и других военных учреждений. Устанавливаются следующие цвета петлиц и их окантовки по роду войск (службы):
- пехота — малиновый с чёрной окантовкой;
- кавалерия — синий с чёрной окантовкой;
- артиллерия и бронечасти — чёрный с красной окантовкой;
- технические войска — чёрный с синей окантовкой;
- военно-воздушные силы — голубой с красной окантовкой;
- административно-хозяйственный состав, а также военнослужащие военно-санитарного ведомства[21] — тёмно-зелёный с красной окантовкой.

Цвета нарукавных нашивок (полос) и цвет окантовки знаков различий РККФ (1923—1924 гг.)
- военно-морской комсостав — полоса красная, кант золотой;
- строевой береговой состав — полоса коричневая, кант золотой;
- корабельные инженеры — полоса темно-малиновая, кант золотой;
- гидрографы — полоса тёмно-синяя, кант золотой;
- технический комсостав — полоса тёмно-зелёная, кант золотой;
- комсостав гидроавиации — полоса голубая, кант золотой;
- административный состав; комсостав береговых частей, не имеющих военно-морского образования — полоса красная, кант серебряный;
- административный состав береговых частей — полоса коричневая, кант серебряный;
- инженеры — полоса темно-малиновая, кант серебряный;
- юридическая служба — полоса фиолетовая, кант серебряный;
- медицинская служба — полоса светло-синяя, кант золотой;
- политический состав — полоса красная, кант золотой.

2 октября 1924 года приказом РВС СССР № 1244 для военнослужащих РККА вводятся новые знаки различия, соответствующие занимаемым воинским должностям и присвоенным служебным категориям. Устанавливается крепление на петлицах металлических, покрытых красной эмалью, знаков различия: для высшего начальствующего состава — ромбов, для старшего — прямоугольников (с 27 марта 1925 года), для среднего — квадратов, и для младшего — треугольников.
В Военно-морских силах РККА (ВМС РККА) продолжали использоваться нарукавные знаки различия — позолоченные галуны, нашиваемые на расстоянии 0,75 см от верхней строчки обшлага. Устанавливалось 3 типа галунов:
- узкие — 0,6 см;
- средние — 1,3 см;
- широкие — 2,8 см.

Выше галунов начсостава на обоих рукавах, на расстоянии 3 см от края верхнего галуна, остриём кверху нашивались пятиконечные звёзды из красного сукна, диаметром 4,5 см, с золотой окантовкой.
Ширина просветов между галунами составляла 0,75 см. Длина галунов устанавливалась в зависимости от конкретного типа формы одежды:
- 8 см — на шинелях, бушлатах, плащ-пальто[26], белых кителях[26], рубахах фланелевых и форменных;
- от шва до шва — на тужурках[26] и синих суконных кителях[26].

8-см галуны вместе с нарукавными звёздами нашивались на прямоугольные матерчатые клапаны (трафареты) размером 8 × 16,5 см, цвета обмундирования, пришиваемые в качестве нарукавных знаков различия.
С 1924 личный состав флота переименовывается в краснофлотцы и подразделяется на:
Высший командный состав (комсостав) — с К (категория) — 10 по К-13
Старший командный состав (комсостав) с К-7 по К-9
- Старший специалист
- Младший специалист

Средний командный состав (комсостав) с К-3 по К-6
- Старший специалист
- Младший специалист

Младший командный состав с К-1 по К-2
- Главные старшины
- Старшины
- Специалисты

Рядовой состав
- Краснофлотцы

В 1925 году для краснофлотцев рядового состава устанавливалось обязательное ношение на обоих рукавах шинелей, бушлатов, фланелевых и форменных рубах — красной звёзды того же размера, что и для начсостава, но без золотой окантовки, нашиваемой выше верхней строчки обшлага на 5 см.
С 1924 по 1934 года в форме одежды военнослужащих флота произошли следующие изменения;
- 1924 г. Введение на головных уборах краснофлотцев звезды вместо кокарды;
- 1924 г. Введение для личного состав старшин и сверхсрочнослужащих носит в качестве головного убора фуражку комсостава;
- 1924 г. Среднему, старшему и высшему составу флота введён кортик;
- 1925 г. Введена боцманская дудка;
- 1925 г. Введено ношение красной суконной звезды без окантовки рядовыми краснофлотцами. Звезда нашивалась на 50 мм выше обшлага на всех видах формы, кроме робы;
- 1926 г. Среднему, старшему и высшему составу флота вместо серого пальто введён чёрный кожаный реглан;
- 1926 г. Введены шапки-ушанки, с маленьким полукруглым налобником. Кокарда крепилась не на налобнике, а над ним на тулье;
- 1926 г. Отмена кортика;
- 1926 г. Нарукавные знаки главных старшин и сверхсрочнослужащих обшиваются золотой канителью;
- 1933 г. Вместо мягкой фуражки и бескозырки введены каркасные;
- 1934 г. Вместо козырьков «битти» введены «ворошиловские».

Для военнослужащих административного, политико-просветительного, юридического, медицинского и ветеринарного составов ВМС РККА знаки различия предписывалось не носить, за исключением тех из них, которые состояли на должностях:
- старших врачей кораблей, строевых частей и соединений;
- флагманских врачей (морских сил, флотилий и соединений);
- начальников военно-санитарных управлений морских сил морей, их помощников и начальников секторов;
- главных врачей военно-морских госпиталей и их помощников;
- ветеринарных врачей береговой обороны морей;
- председателей военных трибуналов морских сил морей и их заместителей;
- членов коллегии военных трибуналов морских сил морей;
- военных прокуроров морских сил морей, их помощников и военных следователей;
- начальников пожарных команд, укомплектованных краснофлотцами рядового и младшего начсостава, и пожарных инспекторов морских сил морей;
- начальников военной охраны военных портов морей.

Служебные категории рядового и младшего командного (начальствующего) состава флота 1924—1934 гг.
- Краснофлотец
- 1 категория — Старшина специалист, командир группы, помощник командира отделения
- 1 категория — Боцман, командир отделения
- 2 категория — Главный старшина специалист, заместитель командира боевого поста, старший боцман
- 2 категория — Главный боцман, старшина роты, старшина боевой части.

Служебные категории высшего, старшего и среднего командного состава флота 1924—1934 гг.
- 3 и 4 категория — Командир батареи.
- 5 категория — Командир группы.
- 6 категория — Командир корабля 4 ранга. Командир сектора.
- 7 категория — Командир корабля 3 ранга. Командир тральщика.
- 8 категория — Командир сторожевого корабля. Помощник командира корабля 1 ранга.
- 9 категория — Командир корабля 2 ранга. Командира эсминца.
- 10 категория — Командир корабля 1 ранга. Командир крейсера. Командир бригады лёгких кораблей.
- 11 категория — Командир бригады кораблей 2 ранга. Командир линкора.
- 12 категория — Командующей флотилией.
- 13 категория — Командующий морскими силами Моря.
- 14 категория — Начальник военно-морских сил РККА.

Служебные категории высшего, старшего и среднего командного состава ВВС флота 1924—1934 гг.
- 3 и 4 категория — Младший лётчик.
- 5 категория — Старший лётчик.
- 6 категория — Командир авиазвена.
- 7 категория — Командир авиаотряда.
- 8 категория — Командир отдельного авиаотряда.
- 9 категория — Командир авиаполка.
- 10 категория — Помощник командира бригады.
- 11 категория — Командир авиабригады.

Служебные категории высшего, старшего и среднего командного Берегового состава флота 1924—1934 гг.
- 3 и 4 категория — Командир взвода.
- 5 категория — Командир роты.
- 6 категория — Помощник командира батальона. Командир отдельной роты.
- 7 категория — Командир батальона.
- 8 категория — Помощник командира полка.
- 9 категория — Командир полка.
- 10 категория — Командир отдельной бригады.
- 11 категория — Командир дивизии.

Служебные категории высшего, старшего и среднего Политического состава флота 1924—1934 гг.
- 5 категория — Политрук роты.
- 7 категория — Комиссар батальона.
- 9 категория — Комиссар полка.
- 10 категория — Комиссар бригады.
- 11 категория — Комиссар дивизии.

Цвета просветов, галунов и звёзд, нарукавных знаков различия высшего, старшего и среднего командного (начальствующего) состава Морских Сил РККА и ВМС РККА (1924—1934 гг.).
- Корабельный состав — просвет цвета обмундирования, галун золотистого цвета, нарукавная звезда красного цвета с окантовкой золотистого цвета;
- Авиационный состав — просвет голубой, галун золотистого цвета, нарукавная звезда красного цвета с окантовкой золотистого цвета;
- Береговой состав — просвет тёмно-коричневый, галун золотистого цвета, нарукавная звезда красного цвета с окантовкой золотистого цвета.
- Инженерно-корабельный состав — просвет тёмно-малиновый, галун золотистого цвета, нарукавная звезда красного цвета с окантовкой золотистого цвета;
- Гидрографы — просвет тёмно-синий, галун золотистого цвета, нарукавная звезда красного цвета с окантовкой золотистого цвета;
- Технический комсостав — просвет тёмно-зелёный, галун золотистого цвета, нарукавная звезда красного цвета с окантовкой золотистого цвета.
- Политический состав — просвет красный, галун золотистого цвета, нарукавная звезда красного цвета с окантовкой золотистого цвета;
- Административный состав — просвет красный, галун серебристого цвета, нарукавная звезда красного цвета с окантовкой серебристого цвета;
- Административный состав береговых частей — просвет тёмно-коричневый, галун серебристого цвета, нарукавная звезда красного цвета с окантовкой серебристого цвета.
- Инженерный состав — просвет тёмно-малиновый, галун серебристого цвета, нарукавная звезда красного цвета с окантовкой серебристого цвета.

Служебные категории краснофлотцев и младшего командного состава флота 1934—1935 гг.
- Краснофлотец (Машинист).
- Младший командный состав: 1 категория — Командир отделения.
- Младший командный состав: 2 категория — Старшина группы, боцман, помощник командира взвода.
- Младший командный состав: 2 категория — Главный боцман, старшина роты

Служебные категории среднего командного состава флота 1934—1935 гг.
- Средний командный состав: 3-4 категория — Командир батареи.
- Средний командный состав: 5 категория — Командир группы.
- Средний командный состав: 6 категория — Командир сектора.
- Старший командный состав: 7 категория — Командир тральщика.

Служебные категории старшего командного состава флота 1934—1935 гг.
- Старший командный состав: 8 категория — Командир сторожевого корабля.
- Старший командный состав: 9 категория — Командир эсминца.
- Высший командный состав: 10 категория — Командир крейсера.
- Высший командный состав: 11 категория — Командир бригады.

Служебные категории высшего командного состава флота 1934—1935 гг.
- Высший командный состав: 12 категория — Командующий флотилией.
- Высший командный состав: 13 категория — Командующий морскими силами моря.

| Группа состава         | Служебная категория | Сухопутные силы, Военно-воздушные силы                                      | Сухопутные силы, Военно-воздушные силы                                                                          | Военно-морские силы                                                                                             | Военно-морские силы                                             |
| Группа состава         | Служебная категория | Петличные знаки различия                                                    | Наименование основных типовых воинских должностей                                                               | Наименование основных типовых воинских должностей                                                               | Нарукавные знаки различия                                       |
| ---------------------- | ------------------- | --------------------------------------------------------------------------- | --- | --- | --------------------------------------------------------------- |
| Рядовой                | отсутствует (0)     |                                                                             | наименование воинской должности в соответствии с военно-учётной специальностью военнослужащего рядового состава | наименование воинской должности в соответствии с военно-учётной специальностью военнослужащего рядового состава | красная звезда без окантовки                                    |
|                        |                     |                                                                             | | |                                                                 |
| Младший начальствующий | К-1                 |                                                                             | Командир звена (и ему соответствующие)                                                                          | 1 узкий галун длиной 8 см, красная звезда с золотой окантовкой                                                  | 1 узкий галун длиной 8 см, красная звезда с золотой окантовкой  |
| Младший начальствующий | К-1                 |                                                                             | Командир отделения (и ему соответствующие)                                                                      | Командир отделения (и ему соответствующие)                                                                      | 2 узких галуна длиной 8 см, красная звезда с золотой окантовкой |
| Младший начальствующий | К-2                 |                                                                             | Помощник командира взвода (и ему соответствующие)                                                               | Боцман, старшина группы, помощник командира взвода (и им соответствующие)                                       |                                                                 |
| Младший начальствующий | К-2                 |                                                                             | Старшина (и ему соответствующие)                                                                                | Главный боцман, старшина роты (и им соответствующие)                                                            |                                                                 |
|                        |                     |                                                                             | | |                                                                 |
| Средний начальствующий | К-3                 |                                                                             | Командир взвода (и ему соответствующие)                                                                         | Командир башни, командир батареи (и им соответствующие)                                                         |                                                                 |
| Средний начальствующий | К-4                 |                                                                             | Помощник командира роты, командир отдельного взвода (и им соответствующие)                                      | Командир башни, командир батареи (и им соответствующие)                                                         |                                                                 |
| Средний начальствующий | К-5                 |                                                                             | Командир роты (и ему соответствующие)                                                                           | Командир группы (и ему соответствующие)                                                                         |                                                                 |
| Средний начальствующий | К-6                 |                                                                             | Помощник командира батальона, командир отдельной роты (и им соответствующие)                                    | Командир сектора (и ему соответствующие)                                                                        |                                                                 |
|                        |                     |                                                                             | | |                                                                 |
| Старший начальствующий | К-7                 |                                                                             | Командир батальона (и ему соответствующие)                                                                      | Командир тральщика (и ему соответствующие)                                                                      |                                                                 |
| Старший начальствующий | К-8                 |                                                                             | Помощник командира полка (и ему соответствующие)                                                                | Командир сторожевого корабля (и ему соответствующие)                                                            |                                                                 |
| Старший начальствующий | К-9                 |                                                                             | Командир полка (и ему соответствующие)                                                                          | Командир эсминца (и ему соответствующие)                                                                        |                                                                 |
|                        |                     |                                                                             | | |                                                                 |
| Высший начальствующий  | К-10                |                                                                             | Помощник командира дивизии, командир отдельной бригады (и им соответствующие)                                   | Командир крейсера (и ему соответствующие)                                                                       |                                                                 |
| Высший начальствующий  | К-11                |                                                                             | Командир дивизии (и ему соответствующие)                                                                        | Командир бригады (и ему соответствующие)                                                                        |                                                                 |
| Высший начальствующий  | К-12                |                                                                             | Командир корпуса (и ему соответствующие)                                                                        | Командующий флотилией (и ему соответствующие)                                                                   |                                                                 |
| Высший начальствующий  | К-13                | Помощник командующего войсками округа, фронта, армии (и им соответствующие) | Командующий морскими силами моря (и ему соответствующие)                                                        | |                                                                 |
| Высший начальствующий  | К-14                |                                                                             | Командующий войсками округа, фронта, армии (и им соответствующие)                                               | соответствие отсутствует                                                                                        | соответствие отсутствует                                        |